# Lyda Salmonova
Lyda Salmonova, rozená Ludmila Salmonová, po sňatku též Lyda Wegener(ová) (14. července 1889 Praha – 7. listopadu 1968 Praha) byla česká filmová a divadelní herečka a učitelka. Nejvíce se proslavila svými rolemi v němých filmech, avšak v žádném českém filmu nikdy nehrála. Celou svou desetiletou kariéru zasvětila německé kinematografii a nejčastěji ztvárňovala role v hororových filmech. Mezi její nejznámější filmy patří například horory Jak Golem na svět přišel (1920) a Pražský student (1913) nebo drama Žena faraonova (1922).

## Život

### Mládí a začátek kariéry
Ludmila Salmonová se narodila 14. července 1889 v Praze jako dcera lékaře dr. Josefa Salmona, jednoho ze zakladatelů české pediatrie a jeho ženy Vilemíny Salmonové (rodným jménem Králíková). Její otec pocházel z Daliměřic a specializoval se na dětská onemocnění, zatímco její matka byla aristokratického původu a pocházela z Lenory. Ludmila byla pokřtěna v kostele Nejsvětější Trojice ve Spálené ulici jmény Ludmila Vilemina Anna a dětství strávila se dvěma sourozenci, o dva roky starší sestrou Annou a o dvanáct let mladším bratrem Jaroslavem. Zájem o umění v ní již v dětském vzbudila její matka, která milovala divadlo i hudbu a byla také členkou České filharmonie a ráda s uměním seznamovala i své děti. Rodiče ji též vedli ke sportu, díky čemuž Ludmila vynikala v tělesné výchově i plavání, což se jí později hodilo i v jejím povolání.
V roce 1895 Ludmila nastoupila do školní přípravky ve Školské ulici, odkud po pěti letech přestoupila na Městskou vyšší dívčí školu, kterou navštěvovala až do roku 1904. Po dokončení studia strávila jeden rok v děčínském klášteře, kde se zdokonalovala v němčině a učila domácím pracím. Po návratu do Prahy začala docházet na hodiny k české herečce Marii Hübnerové z Národního divadla, kde získala základní herecké vzdělání. Brzy poté zahájila svou hereckou kariéru s ochotnickými divadelníky, dokud nezískala angažmá v pražském divadle Uranie, kde působila po dobu jednoho roku. Mezi její první hry patřily například Paličova dcera a nebo Strakonický dudák. V roce 1908, i přes nesouhlas jejích rodičů, odešla do Berlína, kde se přidala k divadlu významného rakouského režiséra Maxe Reinhardta, který v ní údajně rozpoznal velký talent. V Berlíně začala její herecká kariéra rychle stoupat a již jako uznávaná herečka začala brzy vystupovat i mnoha dalších evropských mětstech jako v Paříži, Londýně, Vídni, Budapešti, Oslu, Kodani, Amsterdamu, Curychu a mnoha dalších. V roce 1923 vystoupila i v Národním divadle v Praze v baletu Richarda Strausse Legenda o Josefovi. V divadle Maxe Rainhardta se také setkala s uznávaným divadelním hercem a pozdějším režisérem Paulem Wegenerem, který se v roce 1917 stal jejím manželem.

### Filmová kariéra
Na počátku 10. let 20. století byla založena německá filmová společnost Deutsche Bioskopgesellschaf a na první nabídky na filmové role nemusela Ludmila Salmonová dlouho čekat. V roce 1910 tak debutovala ve filmu Sumurûn, který režíroval Max Reinhardt. Po několika dalších filmech se s Paulem Wegenerem vypravila do Prahy, která jejího manžela velmi oslovila a následně se rozhodl, že zde natočí film. V roce 1913 tak podle literární předlohy Hannse Heinze Ewerse vzniklo romantické drama Pražský student, kde se objevilo i několik českých herců. Snímek je držitelem mnoha prvenství, včetně tehdy dosud nejdražšího filmu německé kinematografie a premiéra se uskutečnila v září roku 1913 v kině Orient. Ludmila Salmonová se prostřednictvím svého manžela později zasadila i o další filmy s českými náměty jako například Golem (1915), Der Golem und die Tänzerin (1917) nebo Golem, zrození (1920), ve kterých se vždy objevila i s manželem. Mezi jejich další společné snímky patří například drama Der Rattenfänger von Hameln z roku 1918.
Manželé Wegenerovi žili během 10. let v Berlíně a ani zde Ludmila Salmonová neztrácela kontakt se svou rodnou zemí. Jejich byt se stal střediskem pro mnoho umělců a častými hosty byli například básník a politik Jaroslav Kvapil nebo režisér a básník Karel H. Hilar. Ve dvacátých letech se však Salmonová opět vrátila na česká divadelní jeviště. V roce 1920 se chystala pokračovat ve své filmové kariéře i v Československu, avšak filmová společnost Pellico-Film, u které byla smluvně vázána, již téhož roku zanikla. Po návratu do Československa se však její manželství začalo rozpadat a v roce 1926 bylo definitivně ukončeno rozvodem. Se zánikem manželství taktéž ukončila svou filmovou kariéru. O mnoho let později Salmonová v Berlíně založila dramatickou školu Schauspielstudio Lyda Wegener, která však byla během druhé světové války uzavřena a nakonec byla zničena při náletu v roce 1943. Před válkou také Salmonová utekla z Berlína až do Liberce, kde bydlela u své sestry Anny.

### Pozdější roky
Po válce se přestěhovala ke známému saxofonistovi Karlu Krautgartnerovi a jeho přítelkyni, tanečnici Eleně Tanasco, kde bydlela až do roku 1965. V roce 1949 získala československé státní občanství a zřídila další dramatickou školu v Praze. Mezi jejími žáky prošla také spousta budoucích známých umělců a až do pozdního věku se zajímala o veškeré kulturní dění. Udržovala si také vztahy s mnoha kolegy z mladších i starších generací a od ledna do října roku 1948 spolupracovala s Československou filmovou společností, pro kterou vyhledávala vhodné kostýmy a vhodné herce, které také připravovala na jejich role. V roce 1951 jí byla nabídnuta role paní Hlaváčkové ve filmu Mikoláš Aleš, ve filmu se však nakonec neobjevila.
Později pracovala jako umělecký poradce a pedagog v Divadle umění lidu v Karlíně a své poslední veřejné vystoupení absolvovala v rozhlase Německé demokratické republiky, kam byla pozvána na počest svého nedávno zesnulého bývalého manžela Paula Wegenera. Až do pozdního věku se těšila pevnému zdraví, byla stále kulturně aktivní a věnovala se sběratelské činnosti. V roce 1965 však byla donucena přestěhovat se do bytu na Novém Městě a v témže roce ji postihla srdeční slabost. Od té doby se její zdravotní stav začal postupně zhoršovat. Na jaře roku 1968 také přestala poskytovat hodiny herectví a 7. listopadu 1968 zemřela v Nemocnici na Františku v Praze ve věku 79 let. Byla pohřbena v Praze na Zbraslavi, kam byl později uložen i její bratr Jaroslav.

## Filmografie
Kompletní filmografie podle filmových databází ČSFD a IMDb:
- 1910 Sumurûn (režie Max Reinhardt)
- 1913 Evinrude (režie Stellan Rye)
- 1913 Der Verführte (režie Max Obal a Stellan Rye)
- 1913 Pražský student (režie Hanns Heinz Ewers, Stellan Rye a  Paul Wegener)
- 1913 Die ideale Gattin – Krátkometrážní film
- 1914 Kadra Sâfa (režie Stellan Rye)
- 1914 Der Schatz des Abdar Rahmann (režie Max Obal)
- 1914 Die Löwenbraut (režie Max Obal)
- 1915 Golem (režie Henrik Galeen a Paul Wegener)
- 1915 Die Rache des Blutes (Emil Albes a Paul Wegener) – Krátkometrážní film
- 1916 Peter Lump (režie William Wauer)
- 1916 Der Yoghi (režie Paul Wegener a Rochus Gliese)
- 1916 Rübezahls Hochzeit (režie Paul Wegener a Rochus Gliese)
- 1917 Der Golem und die Tänzerin (režie Paul Wegener a Rochus Gliese)
- 1917 Hans Trutz im Schlaraffenland (režie Paul Wegener)
- 1918 Der fremde Fürst (režie Paul Wegener)
- 1918 Der Rattenfänger (režie Paul Wegener)
- 1918 Apokalypse (režie Rochus Gliese) – Krátkometrážní film
- 1919 Gegen den Bruderkrieg (režie Paul Wegener) – Krátkometrážní film
- 1919 Malaria (režie Rochus Gliese)
- 1919 Der Galeerensträfling (režie Paul Wegener a Rochus Gliese)
- 1919 Der Galeerensträfling. 2. Teil (režie Paul Wegener a Rochus Gliese)
- 1920 Die Tänzerin Barberina (režie Carl Boese)
- 1920 Jak Golem na svět přišel (režie Paul Wegener a Carl Boese)
- 1920 Steuermann Holk (režie Rochus Gliese a Ludwig Wolff)
- 1920 Der fliegende Tod (režie Alfred Tostary)
- 1920 Ztracený stín (režie Rochus Gliese)
- 1921 Irrende Seelen (režie Carl Froelich)
- 1921 Brennendes Land (režie Heinz Herald)
- 1921 Der Wahn des Philipp Morris (režie Rudolf Biebrach)
- 1921 Die Diamentenkonkurrenz (režie Trude Santen)
- 1921 Žena faraonova (režie Ernst Lubitsch)
- 1922 Jenseits des Stromes (režie Ewald Daub)
- 1922 Das Liebesnest 1 (režie Rudolf Walther-Fein)
- 1922 Herzog Ferrantes Ende (režie Paul Wegener a Rochus Gliese)
- 1922 Lucrezia Borgia (režie Richard Oswald)
- 1922 Monna Vanna (režie Richard Eichberg)
- 1923 S.O.S. Die Insel der Tränen (režie Lothar Mendes)